# Dasahara
Dasahara è un termine che deriva dal sanscrito, significa colei che porta via i dieci peccati ed identifica una festa religiosa induista celebrata durante il mese di Asvina del calendario nazionale indiano. Nella ricorrenza si rappresenta il trionfo del bene contro il male.